# ダウンリンク

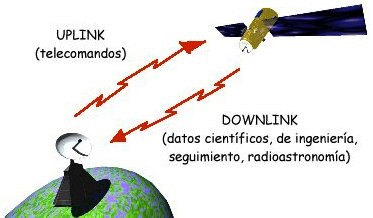
人工衛星とのアップリンク・ダウンリンクのイメージイラスト

ダウンリンク(downlink、down link)とは、通信衛星、放送衛星及びレピータ通信において、衛星またはレピータから地上の受信者に向けて発射される電波の通信経路を指す言葉。
反対に、地上から衛星に向かって送信される通信をアップリンクと呼ぶ。衛星では地上局と違い電力供給能力が限られている為、ダウンリンク側はアップリンク側よりも電波の出力を下げざるを得ない。そこで、アップリンク側よりも低い周波数の電波を使用することで、電波の減衰を少なくする工夫をしている。